# Maafa

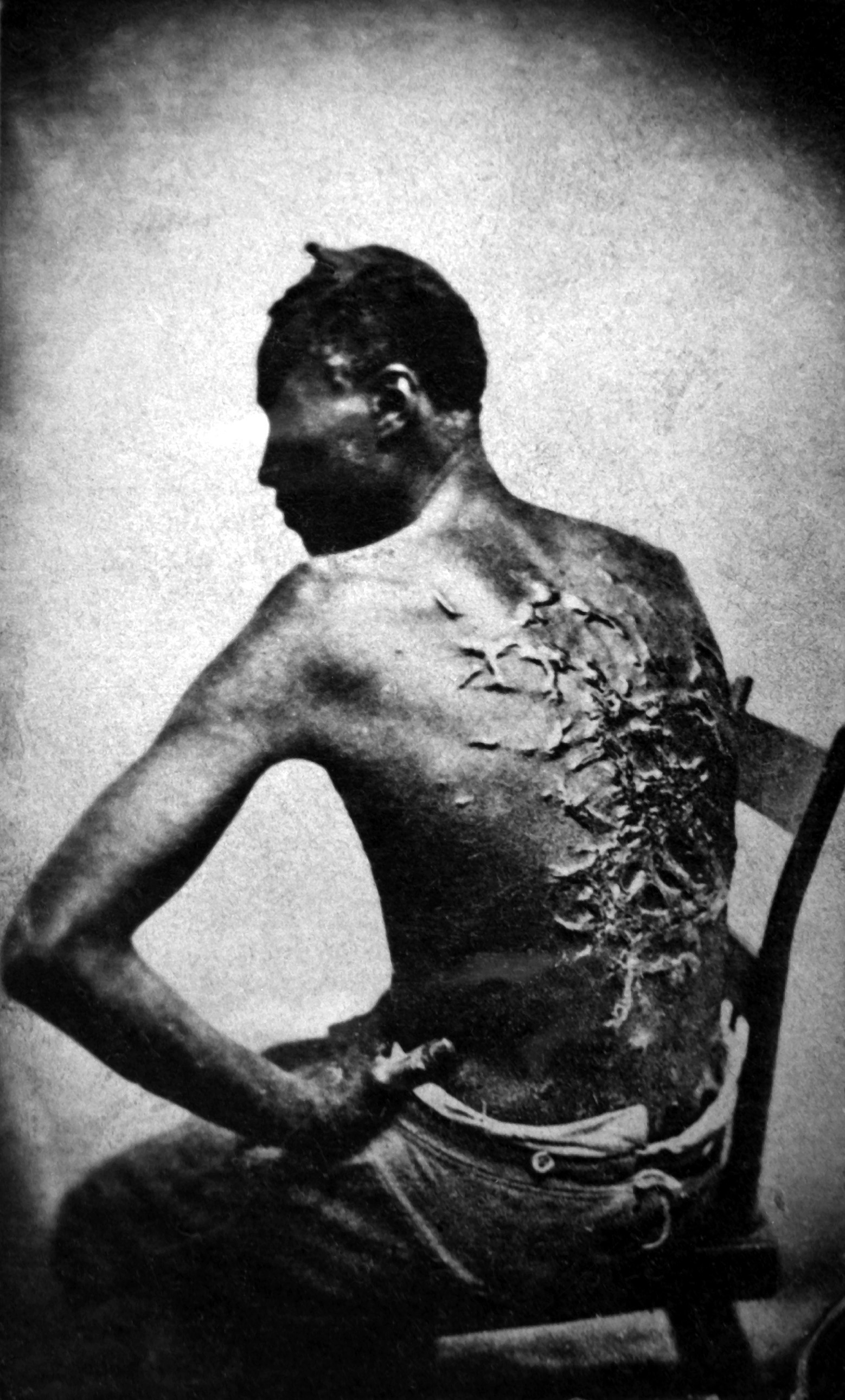
Marques de flagel·lacions en un esclau, Mississipi, 2 d'abril de 1863

Maafa (també conegut com l'Holocaust Africà o l'Holocaust de l'Esclavitud) designa, en suahili, una gran tragèdia o desastre. El terme es refereix als 500 anys de patiments que els africans i els africans de la diàspora van patir a causa de l'esclavisme, l'imperialisme, el colonialisme, la invasió, l'opressió, la deshumanització i l'explotació. A més a més, també es fa servir per a referir-se a les polítiques socials i acadèmiques que es van utilitzar per invalidar les contribucions dels pobles africans a la humanitat, i als efectes residuals de la seva persecució, com un manifest en la societat contemporània.
El terme fou encunyat per l'antropòloga i politòloga afroamericans estatunidencs, Marimba Ani.

## Esclavitud
El Maafa o l'Holocaust Africà distingeix, moralment, l'esclavitud domèstica africana de la tracta d'esclaus feta per europeus i àrabs, que capturaven africans per a fins comercials, que van tenir unes conseqüències i uns llegats importants al continent africà a causa d'aquesta ingerència estrangera. El terme no està limitat al significat demogràfic, que es refereix a les pèrdues de població, sinó que també es refereix als canvis profunds als patrons d'assentament, a les exposicions epidemiològiques i als canvis que van provocar en el potencial de desenvolupament social i reproductiu que va provocar en el continent africà.
En termes de legalitat, el Maafa també inclou les forces acadèmiques i socials que van categoritzar els afrians segons nivells de color, i les seves ramificacions en les conseqüències econòmiques, socials, polítiques i d'anomia, que es manifesten en la societat contemporània africana.

## Maledicció de Cam
La "maledicció de Cam" va ser una de les principals racionalitzacions morals que van justificar el comerç d'esclaus. La interpretació de la Bíblia de la maledicció de Ham (Gènesi-9:20-27), que relata la història de la família de Noè, després del diluvi universal. Noè va declarar que els descendents de Cam, els camites, eren maleïts a servir com esclaus. A causa que els genealogistes bíblics pensaven que els africans eren els camites, també s'assumí que Cam havia d'haver nascut negre, contràriament als dictats de la natura. Aquesta explicació dels esdeveniments bíblics també van ajudar a explicar els orígens de la gent amb el color de la pell negre.
Aquesta lectura de les escriptures bíbliques estava lluny de ser universal. Un crític del segle xix va suggerir que els camites tant podien ser els africans com els europeus, però que aquesta teoria justificava el pensament proesclavista occidental.
L'equiparació de la negritud amb la foscor de l'ànima ha estat traçada des de l'antiguitat, amb alguns historiadors antics com Filó d'Alexandria i Orígenes A l'edat mitjana, els estudiosos europeus de la Bíblia van prendre del Talmud de BabilòniaTalmud la idea de veure els camites com a maleïts, possiblement amb la negritud. Tot i que els arguments primerencs d'aquest efecte eren esporàdics, aquests van esdevenir molt comuns durant el comerç d'esclaus dels segles xvii i XVIII, quan va començar a ser utilitzat per a justificar i racionalitzar l'esclavitud, que servia per als interessos econòmics i ideològics de l'elit europea.
Els historiadors creien que durant el segle xix, la creença que els negres descendien de Cam fou utilitzat pels blancs sudistes dels Estats Units per a justificar l'esclavitud. Segons Benjamin braude, la maledicció de Cam va esdevenir "un mite de fundació per a la degradació col·lectiva, tractada convencionalment com una raó divina per a condemnar generacions de pobles negres procedents d'Àfrica a l'esclavatge."

## Esclavitud a Àfrica
Alguns aspectes del comerç d'esclaus foren controlats pels mateixos indígenes africans. Moltes nacions africanes, com els Ashanti de Ghana i els Ioruba de Nigèria tenien economies que depenien únicament del comerç d'esclaus. Pobles africans com els Imbangala d'Angola i els Nyamwezi de Tanzània van servir com a intermediaris de les bandes que capturaven africans i els europeus. Hi havia circumstàncies extenuants que demandaven l'explotació, per la demanda dels oficials europeus que van instal·lar rols a Àfrica que estaven d'acord amb els seus interessos. Els europeus van actuar a favor d'alguns grups africans de manera deliberada per a provocar el caos per a obtenir més esclaus.

## El comerç d'esclaus europeu
El sistema d'esclavitud era sostingut a reflectir una dinàmica ètnica-social divina, emplaçant els blancs i els amos per damunt dels negres com a esclaus. Hi havia la presumpció de la legitimització divina del sistema de subjugació i d'opressió, un sistema que estava motivat i mantingut per la cobdícia i la ignorància i només era excusat pel cristianisme i algunes vegades, com una idea de cristianitzar la gent sense ànima. Alguns defensors de l'esclavitud en el sud dels Estats Units en el període anterior a la Guerra Civil Americana, per exemple, donaven l'argumentació de què els negres, en els Estats Units, havien esdevingut "elevats, des del grau superior de l'esclavatge, al de l'anterior salvatgisme per la participació de la civilització i la cristianitat".
El pensament cristià va esdevenir el context per a la prevalença cultural de la cultura europea; els noms europeus van esdevenir els noms cristians i foren aquells que van adoptar o que van ser forçats a adoptar pel cristianisme i la cultura europea, en el seu esforç a esdevenir més "cristians".

## Comerç d'esclaus àrab

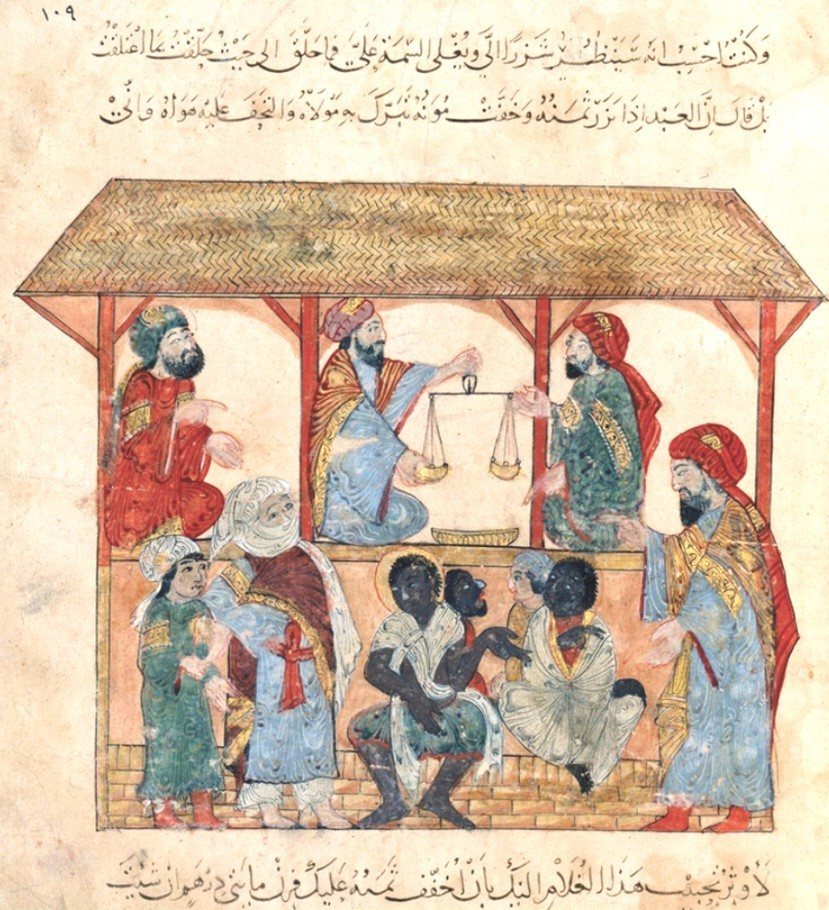
Mercat d'esclaus al Ièmen al segle XIII

El comerç d'esclaus oriental és anomenat tot sovint comerç d'esclaus islàmic, però la religió era un punt gens important en l'esclavitud, segons Patrick Manning, un professor d'Història Mundial. La majoria d'àrabs eren cristians, jueus i àrabs que seguien les creences tradicionals. També, aquest terme suggereix la comparació entre el comerç d'esclaus islàmic i el comerç d'esclaus cristià. A més a més, l'ús dels termes "comerç islàmic" o "món islàmic" implícitament i erròniament tracta Àfrica com si os el pati del darrere de l'Islam, o una porció negligible del món islàmic. El Dr. Kwaku Person-Lynn puntualitza que el comerç àrab era rarament un comerç de béns i alguns argüeixen que era més "humà". Tant en l'esclavitud africana com en l'esclavisme àrab dels africans, els esclavitzats podien obtenir un important ascens social. En el segle viii el nord d'Àfrica era dominat per àrabs-berbers: l'islam es va anar expandint cap al sud a través del Nil i del Sàhara. La dinastia Salomònica d'Etiòpia sovint exportava esclaus nilòtics des de les províncies de la frontera etiòpica. Els sultanats musulmans etiòpics nadius també van exportar esclaus, i també ho va fer de vegades el sultanat independent d'Adal. Després que els europeus s'assentessin en el golf de Guinea, el comerç d'esclaus transsaharià va esdevenir menys important. A Zanzíbar l'esclavitud es va abolir el 1897, sota el govern del sultà Hamoud bin Mohammed. La resta d'Àfrica no tenia contacte directe amb els comerciants d'esclaus musulmans.
El primer boom del comerç d'esclaus africans fet pels àrabs fou durant el segle xviii. Els portuguesos havien destruït la costa suahili i Zanzíbar va emergir com un centre neuràlgic pels estats àrabs. El 1839, el comerç d'esclaus va esdevenir la principal empresa dels àrabs. La demanda d'esclaus a Aràbia, Egipte, Pèrsia i l'Índia, però sobretot la demanda portuguesa, que van ocupar Moçambic, van provocar una onada de destrucció a l'Àfrica Oriental. S'ha calculat que uns 45.000 esclaus passaven a través de Zanzíbar cada any.

### Llegat de l'esclavitud àrab entre els africans
L'Islam, igual que el cristianisme, va esdevenir el context en la qual va existir la prevalença de la cultura àrab. Els noms àrabs van esdevenir noms islàmics i aquells que adoptaven l'Islam, també adoptaven automàticament la cultura àrab per tal d'esdevenir "islàmics". Les relacions afro-àrabs foren molt complexes. Alguns àrabs eren àrabs lingüísticament, encara que fossin negroafricans. Així, el comerç àrab, que portaven esclaus africans, no només era conduït per àrabs asiàtics i caucassians, sinó també per àrabs africans: els africans que parlaven àrab com a primera llengua es van adaptar a la cultura àrab.
Els especialistes en l'esclavitud àrab, han estat històricament limitats a causa del fet que la major part de la gent que sap que els seus ancestres han estat esclaus són gent de la Diàspora africana, els ancestres dels quals van estar involucrats en el comerç d'esclaus transatlàntic. L'impacte del comerç àrab en els afroamericans no és tan important. Una altra raó de què el comerç àrab fos menys investigat que el comerç europeu és que el llegat social de l'esclavitud occidental és més important avui en dia: a l'Oest, els guettos de pobresa concentrada, poblats per minories negres, no són infreqüents. La diàspora africana en les terres àrabs, d'altra banda, ha anat desapareixent a través dels matrimonis interacials. La ressurgència de la islamofòbia i la necessitat de posar altres focus a les activitats esclavistes dels europeus han estat alguns arguments que han portat a alguns historiadors a considerar el comerç d'esclaus àrab.

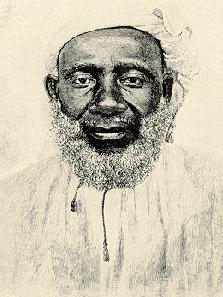
Tippu Tip era considerat àrab perquè el seu pare era àrab

Segons el Dr. Carlos Moore, professor de l'Universidade do estado da Bahia, Brasil, els multiracials amb ascendència africana del món àrag, s'autoidentifiquen de manera semblant a Amèrica Llatina. Moore va dir que una pel·lícula sobre el president egipci Anwar Sadat havia de ser cancel·lat quan Sadat va descobrir que un afroamericà havia estat elegit per a fer el seu personatge. Sadat es considerava a si mateix com un blanc, segons Moore. Moore va dir que els àrabs negres, com molts negres llatinoamericans, sovient es consideren a ells mateixos com blancs perquè tenen ancestres blancs. De manera similar, el comerciant d'esclaus del segle xix, Tippu Tip, tot sovint és identificat com un àrab a pesar de tenir una mare africana negra, en part a causa de la tradició àrab d'assignar la raça per la via paterna. Tip, es va adonar de la violència contra els africans, una tradició que ell va continuar obtenint una reputació de ser poc atent amb els esclaus.
Segons J. Phillipe Rushton, les relacions dels àrabs amb els negres, després d'una història d'uns 1000 anys d'història de comerç d'esclaus és el següent: "Tot i que l'Alcorà diu que no hi ha races superiors ni inferiors, ni es prohibeix el casament interacial, a la pràctica no era ben bé així. Els àrabs no volien que les seves filles es casessin amb negres. Els etiòpics eren els més respectats, els Zanj (bantus i altres tribus negres de l'Àfrica oriental i occidental al sud del Sàhara) eren menys respectats, i els Nubis ocupaven una posició intermèdia."

## Balanç
El balanç quantitatiu del comerç d'esclaus està en debat. S'estima que van arribar uns 10 milions d'africans al continent Americà. Les estimacions de la gent que fou extreta d'Àfrica pel comerç transatlàntic i l'àrab van extreure entre 40 i 100 milions de persones. S'ha estimat que la població d'Àfrica al segle xix seria de 50 milions de persones. Molts africans van morir durant la captura, la deportació a la costa o el viatge transatlàntic. S'estima que el comerç portuguès fou aproximadament la meitat de l'anglès. També hi ha efectes indirectes en les accions dels esclavistes, incloent-hi el trencament de les famílies i la introducció de malalties europees.
S'estima que, amb el comerç d'esclaus, la població d'Àfrica s'estancà un 50%. No només a causa de la pèrdua demogràfica causada directament pel comerç d'esclaus, si no també degut als canvis profunds en els patrons d'assentament, l'exposició epidemiològica i els problemes que causà al potencial del desenvolupament reproductiu i social.

## Efectes
Pocs historiadors disputen el mal que s'ha fet als mateixos esclaus, ni l'alienació legal, social i financera que han patit. L'historiador africà Maulana Karenga va posar l'esclavitud en el context del Maafa, suggerint que els seus efectes van excedir la persecució física i els problemes legals: la "destrucció de la possibilitat humana involucrada en redefinir la humanitat africana en el món, tenint en compte el passat, el present i les relacions en el futur amb els altres que només ens coneixen a través dels seus estereotips danyant les relacions humanes entre els pobles."
L'esclavitud, el colonialisme i el racisme van engendrar un gran nombre d'efectes secundaris, que són molt visibles a la societat occidental. L'estrès emocional de l'alienació social i el desavantatge social i econòmic que ha provocat el llegat, i els africans de la diàspora són contínuament "testejats pel seu compromís amb la cultura euro-cèntrica". Molts historiadors han suggerit que les famílies negres sovint presenten símptomes de desequilibri, alienació i de què no estan cohesionats amb ells mateixos i amb les seves comunitats, amb tendència a la desconexió brutal en la tradició familiar que l'esclavitud ha fet que les famílies fossin destruïdes arbitràriament quan els esclaus eren venuts.
La destrucció de la unitat familiar era seguida per la destrucció de la institució del matrimoni. No només els esclaus no es podien casar legalment, sinó que tampoc se'ls permetien les seves cerimònies tribals. Els nens no creixien amb els seus pares, que mai s'havien unit formalment; i sovint eren venuts. Aquestes pràctiques van néixer de l'economia del comerç d'esclaus, en la qual estaven justificats pels arguments de la deshumanització dels africans. Un historiador parla d'"efectes residuals" de la campanya prolongada de la deshumanització com un "desordre col·lectiu posttraumàtic", una ansietat innata de l'experiència afroamericana que és exacerbada per la barreja d'estadístiques i estudis que categoritzen els afroamericans com un "altre", sovint, provant de reviure els sentiments deshumanitzats del passat.

## Economia de l'esclavatge

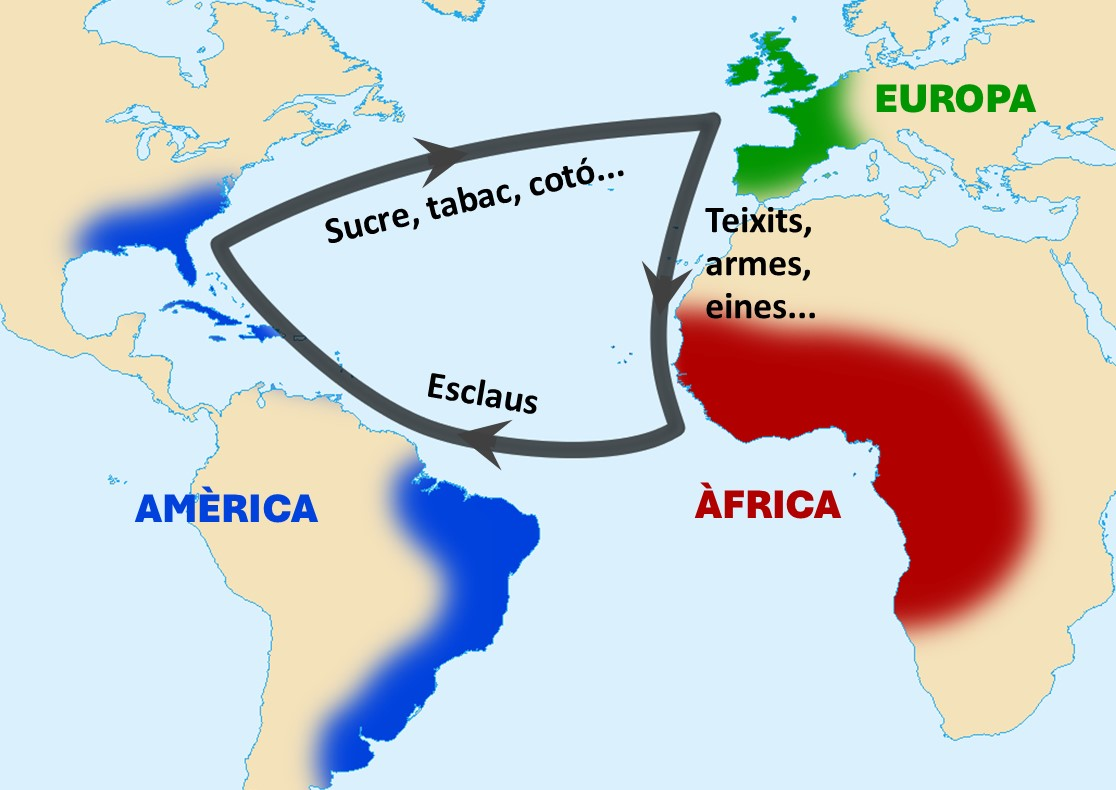
Els béns comercials eren portats des de Europa a l'Àfrica per a comprar esclaus africans. Els africans, al mateix temps, eren portants a les regions blaves (Amèrica) en el qual és conegut com a Middle Passage. Els esclaus africans erne obligats a produir a Amèrica uns productes que s'enviaven a Europa, per a completar el Comerç Triangular.

L'esclavisme va ser una de les indústries més profitoses econòmicament de la història. El 70% dels esclaus que es van portar al Nou Món foren utilitzats per a la producció de sucre, que fa ser el treball més intensiu. La resta foren utilitzats per a produir cafè, cotó i tabac, així com alguns també van treballar a les mines. Les colònies de les Índies Occidentals dels poders europeus eren algunes de seves les possessions més importants, per tant, aquests van mirar de retenir-les. Per exemple, al final de la Guerra dels Set Anys del 1763, França va estar d'acord a cedir el vast territori de Nova França a canvi de mantenir el poder sobre l'illa antillana de Guadalupe.
Els profits del comerç d'esclaus ha estat objecte de moltes fantasies. El retorn per als inversors no era gaire alt (i menys en termes actuals) (per exemple, a la França del Segle XVIII era d'un 6%), però era molt més alt que les alternatives domèstiques de l'època (en el mateix segle, com a molt era d'un 5%). Els riscos -marítims i comercials- eren importants per als viatges individuals. Els inversors mitigaven els riscos comprant petits nombres d'accions o dividends de molts vaixells diferents al mateix temps. En aquest camí, es podia diversificar una gran part del risc. Entre els viatges, les accions dels vaixells poden ser llogades o comprades. Tot això convertia al comerç d'esclaus una inversió molt interessant (Daudin, 2004). L'historiador Walter Rodney estima que als voltants del 1770, el rei de Dahomey havia obtingut aproximadament 250.000 Lliures per any a causa de l'enviament de soldats africans i a la seva pròpia gent als comerciants d'esclaus europeus. La majoria d'aquests diners foren gastats en armes de focs britàniques (de poca qualitat) i en alcohol europeu.
Al segle xix la part més important de les Índies Occidentals pertanyia al Regne Unit. La supremacia naval britànica i el seu control sobre les illes clau com Jamaica, l'illa de Trinitat i Barbados, així com el territori de la Guaiana britànica li donava un avantatge sobre els seus competidors; mentre que molts anglesos no n'obtenien beneficis, alguns en van obtenir unes oneroses fortunes, sobretot els de les classes altes. Aquest avantatge fou reforçat quan França va perdre la seva colònia més important, St. Domingue (la part occidental de l'illa de l'Espanyola, actualment Haití), per una revolta dels esclaus el 1791 i el suport dels revoltats contra la seva rival britànica, després del 1793, de la Revolució Francesa, en nom de la llibertat. Abans del 1791, el sucre britànic havia de ser protegit per competir contra el sucre francès, més barat. Després del 1791, les illes britàniques produïen la majoria del sucre. El sucre de les Índies Occidental va esdevenir més important quan es va utilitzar com additiu al te xinès. Els productes dels esclaus americans aviat van permetre augmentar el nivell de la societat britànica, amb el tabac, el cafè i sobretot el sucre, que van esdevenir ben aviat elements indispensables per a la vida diària per a totes les classes britàniques.

## Colonialisme i la cursa europea per l'Àfrica

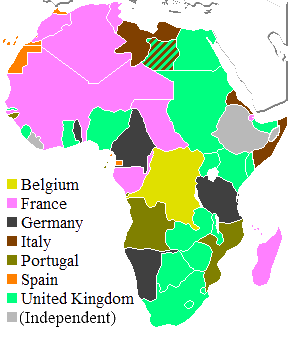
Mapa que representa les demandes europees sobre el continent africà als inicis de la Primera Guerra Mundial

A finals del segle xix, els poders europeus van participar en la "Cursa per l'Àfrica", fet que va provocar que la majoria del continent africà esdevingués colònia dels estats europeus. Només Libèria i Abissínia (Etiòpia) van escapar a la colonització. Aquesta ocupació colonial va continuar després de la Segona Guerra Mundial, quan els estats que havien estat colònies van anar obtenint gradualment la seva independència formal.
El colonialisme va tenir un efecte desestabilitzador que encara perviu actualment en els polítics africans. Abans de la intervenció europea, les fronteres nacionals no existien com a tal; el territori d'un grup, normalment, tenia a veure amb la seva influència comercial i militar. La insistència europea en dibuixar fronteres en els territoris per tal d'aïllar-los d'altres poders colonials, sovint han tingut l'efecte de separar grups polítics contigus, o forçant a enemics tradicionals a viure juntament, sense haver solucionat els seus problemes. Per exemple, tot i que el riu Congo sembla una frontera geogràfica natural, històricament ha ajuntat lingüísticament i culturalment les poblacions de les seves dues riberes, que eren dependents mútuament. Però Bèlgica i França van separar aquests grups, sense tenir en compte les societats africanes. Els africans que vien a l'Àfrica sahariana o subsahariana, alguns dels quals han subsistit viatjant a través del continent durant diverses centúries, sovint s'han trobat que han de travessar fronteres que només existeixen en els mapes europeus.
La intervenció europea també va trencar sovint el poder local, creant conflictes ètnics on no hi havien existit mai, tot fent fronteres on no n'hi havia hagut mai. Es van separar a pobles que sempre havien estat units en virtut dels territoris que havia conquerit cada potència europea; els estats, al mateix temps, tot sovint agrupaven gent de pobles diferents, per tant es va crear unes entitats polítiques inexistents anteriorment. Pobles de diferents religions, etnicitats i llengües van ser units segons les esferes d'influència sota les quals els havia tocat "caure", encoratjant els conflictes entre els grups i la desunió.
A les nacions que tenien poblacions europees importants, com Rhodesia (Zimbàbue) i Sud-àfrica, es van establir sistemes de ciutadania de segona classe, en els quals es van establir que els europeus tenien el poder polític per sobre dels africans. A l'Estat Lliure del Congo, que era una propietat personal del rei Leopold II de Bèlgica, la població nadiua fou subjecte a un tracte inhumà, proper a un estatus d'esclau i foren forçats a treballs forçosos.
En el que avui en dia és Ruanda i Burundi, els colonialistes alemanys i belgues van crear dos grups ètnics, els Hutus i els Tutsis, i van prohibir els lligams interracials i els matrimonis interracials, dividint la societat. Bèlgica va instituir una política de categorització racial per a controlar la regió, basada en la raça, que tenia més a veure amb l'Europa de l'època que no pas amb la realitat africana. El terme Hutu, originalment es referia als pobles bantu-parlants que basaven la seva economia en l'agricultura que van anar, des de l'oest, a l'actual territori de Ruanda i Burundi, mentre que els tutsis es referien a les poblacions pastores que hi havien emigrat posteriorment des del nord-est. Els belgues consideraven tutsis a aquells que posseïen deu o més ovelles, i els altres eren Hutus.
Els Belgues van introduir un sistema racialitzat; els que s'assemblaven més als europeus: nas allargat, cabells llisos, etc., eren Camites més importants. Fins i tot s'indicava l'adscripció racial en els carnets d'identitat de les persones.

## Persecució dels africans després de l'esclavitud

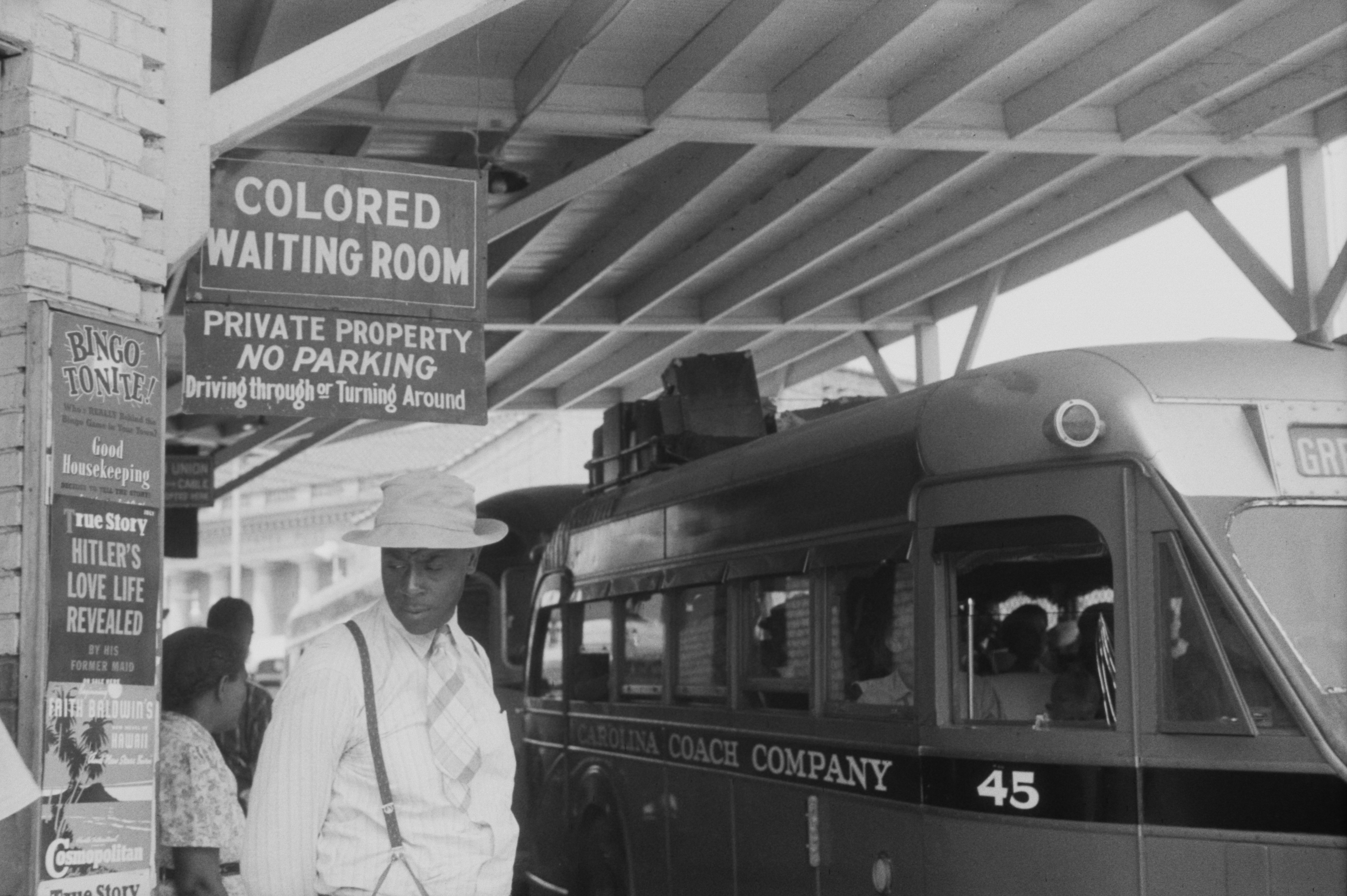
Als Estats Units, les Lleis Jim Crow va mantenir el desencís de molts afroamericans fins a la darrera meitat del segle XX

La persecució dels africans va continuar a fora de l'Àfrica colonial, i després del colonialisme. A pesar del progrés social que van obtenir durant el període de la Reconstrucció, l'era de la post-Reconstrucció ha estat caracteritzat com el Punt més baix de les relacions interracials d'Amèrica, en les quals en el sud dels Estats Units es va manifestar una hostilitat oberta contra els afroamericans, i sobretot en el fenomen del linxament, que va esdevenir un element d'atemorir els afroamericans en el període post-Reconstrucció. Al segle xx, les lleis Jim Crow van portar a codificar el privilegi dels blancs als Estats Units.

## El llegat acadèmic de l'holocaust africà
La persecució dels africans ha estat minimitzada o oblidada per la historiografia tradicional. Les narratives històriques occidentals convencionals sovint han estat antiafricanes o euro-cèntriques, per exemple en la manera de mostrar els segles de persecució i esclavitud com una forma d'empresa comercial. Els prejudicis vers les societats, cultures, llengües i pobles africans dels acadèmics occidentals abunda, amb les veus dels africans i dels africans de la diàspora, que sovint s'han esborrat o relegat a la perifèria. Fins als anys seixanta, els afroamericans van patir el que un historiador va anomenar "invisibilitat històrica".
Owen 'Alik Shahadah traça el seu patró acadèmic a l'era de l'esclavitud i el colonialisme, quan, primer, va venir a servir com un intent de remoure qualsevol clam noble de les víctimes de la persecució sistemàtica; això va servir per a racionalitzar la seva situació difícil com una cosa "natural" i una continuació d'un estatus històric preexistent, per a evitar una responsabilitat moral en el fet d'haver destruït unes societats, uns sistemes polítics. Les primeres expressions d'aquest acadèmic van tendir a aparèixer en la justificació que "l'esclavitud era la forma natural dels africans, des de sempre i que els africans es venien a si mateixos cada dia". Aquesta explicació justificava l'explotació comercial d'éssers humans, deixant de banda les qüestions morals, un patró que Shahada percep que ha continuat després de la fi de l'esclavatge i el colonialisme.

## Qüestions de terminologia

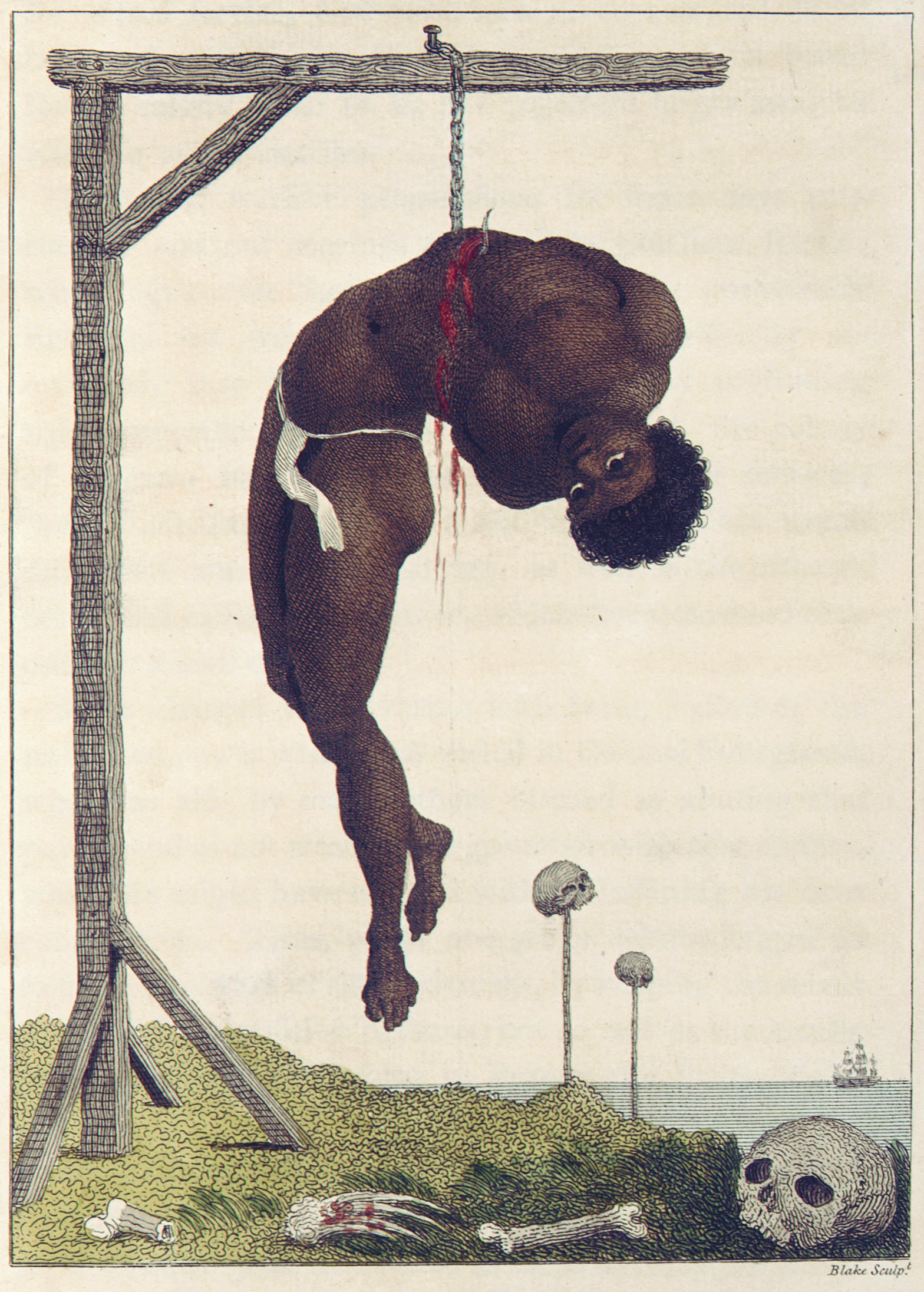
El terme "comerç d'esclaus" ha estat criticat pel patiment dels humans que hi ha implícita en aquesta aventura comercial. Així, el 1796 William Blake feu aquest gravat que critica l'efecte del comerç d'esclaus sobre els homes, amb un home patint molt mentre un vaixell esclavista està a la llunyania, emfatitzant la condició humana com un aspecte central.

El terme holocaust africà és el preferit per alguns acadèmics, com Maulana Karenga perquè implica una intenció. Un problema que esmenta Karenga, és que la paraula Maafa també es pot traduir com un accident, en canvi l'holocaust de l'esclavitud clarament no es refereix a un accident. El terme holocaust, de totes maneres, pot ser confús pel fet de ser el terme que s'ha utilitzat per a referir-se al genocidi Nazi i terminològicament es refereix a quelcom que és "completament incendiaria".
Molts acadèmics afro-centristes prefereixen el terme Maafa al d'holocaus africà, perquè consideren que la terminologia africana és prou eficient per a explicar el fenomen. el terme Maafa pot ser utilitzat "millor per a significar les conseqüències que han suposat per a la psicologia dels africans, així com la idea de l'Holocaust serveix com a nom específic per explicar l'experiència del genocidi Jueu sota el Nazisme Alemany." Altres arguments a favor del terme de Maafa per damunt del de l'Holocaust Africà emfatitzen que "la negació de la validesa de la humanitat dels africans" és un fenomen de llarga durada: "El Maafa és un sistema continu, constant, complet i total de negació i nulificació" d'uns pobles.
El terme "Comerç d'esclaus transatlàntic" o "Comerç d'esclaus atlàntic" i "Comerç d'esclaus" també han estat problemàtics, ja que han servit com eufemisme a la violència intensa i a l'assassinat en masses que es va infligir als pobles africans, l'apropiació completa de les seves terres i la disminuició de les seves societats. Referit com un "comerç", aquest període prolongat de persecució i patiment és considerat com un dilema comercial, més que com una atrocitat moral. Amb el comerç com el focus primari, aquesta tragèdia va esdevenir consignada en un lloc secundari, més aviat com un "mal col·lateral" d'una aventura comercial. Altres, de totes maneres, van creure que el terme "comerç" era un acte apologètic del pensament del capitalisme, absolent les estructures capitalistes que han involucrat en una catàstrofe humana.

## Més informació
- Let The Circle Be Unbroken, de Marimba Ani
- Powell, Eve Troutt, and John O. Hunwick, ed. The African Diaspora in the Mediterranean Lands of Islam (Princeton Series on the Middle East)
- van Sertima, Ivan. ed. The Journal of African Civilization.
- Rodney, Walter. How Europe Underdeveloped Africa. Washington, D.C.: Howard University Press. 1974.
- World's Great Men Of Color. Vols. I and II, editat per John Henrik Clarke. New York: Collier-MacMillan, 1972.
- The Negro Impact on Western Civilization. New York: Philosophical Library. 1970.
- Quarles, Benjamin. The Negro and the Making of the Americas.
- The African Diaspora in the Mediterranean Lands of Islam per John Hunwick